# Reganochromis calliurus
Reganochromis calliurus е вид лъчеперка от семейство Цихлиди (Cichlidae), единствен представител на род Reganochromis.

## Разпространение
Видът е разпространен в Бурунди, Демократична република Конго, Замбия и Танзания.